# BI Весов
BI Весов (лат. BI Librae) — одиночная переменная звезда в созвездии Весов на расстоянии (вычисленном из значения параллакса) приблизительно 35802 световых лет (около 10977 парсеков) от Солнца. Видимая звёздная величина звезды — от +15,5m до +14,6m.

## Характеристики
BI Весов — пульсирующая переменная звезда типа RR Лиры (RRAB).